# Cymindis angularis
Cymindis angularis es una especie de coleóptero de la familia Carabidae.

## Distribución geográfica
Habita en Albania, Austria, Bélgica, República Checa, Dinamarca, Estonia, Finlandia, Francia, Alemania, Hungría, Letonia, Noruega, Polonia, Rusia, Eslovaquia, Suecia, Suiza y Ucrania.